# Edgar de Wahl
Edgar de Wahl   (Olviopol, 11 d'agost de 1867 - Tallinn, 9 de març de 1948), nom complet Edgar Alexei Robert von Wahl, és el creador de la llengua auxiliar internacional anomenada occidental o interlingue.
De Wahl va ser educat a Sant Petersburg i voluntàriament va completar el servei militar en l'Armada Imperial Russa. En 1894, es va mudar a Tallinn, on va viure gairebé la resta de la seva vida. Va treballar com a mestre d'escola, fent classes en diverses escoles de Tallinn. Abans i durant la Primera Guerra Mundial, també va ser regidor de la ciutat de Tallinn.
Edgar de Wahl es dedicava a la lingüística com a passatemps, no l'havia estudiat i no feia treball professional com a lingüista. L'interès de De Wahl per les llengües, i especialment per les llengües artificials, va sorgir ja quan va estudiar a Sant Petersburg. Va començar com a defensor del volapük i després es va involucrar en l'esperanto, sent un dels primers esperantistes. En l'última dècada del segle xix, no obstant això, va començar la cerca d'un nou idioma internacional ideal, que en 1922 va arribar a la introducció d'un idioma anomenat occidental i, en particular, la publicació de la revista Kosmoglott, que tenia la intenció de promoure l'idioma.
De Wahl va renunciar a l'oportunitat de reassentar-se a Alemanya en 1939, es va quedar a Estònia i va ser portat a l'hospital psiquiàtric de Seewald durant l'ocupació alemanya. En 1945, mentre estava en un hospital psiquiàtric, va escapar per poc de la deportació i va morir allí en 1948.
En 1949, l'idioma que va crear va ser canviat de nom interlingue, i amb aquest nom encara es coneix principalment avui dia.

## Origen

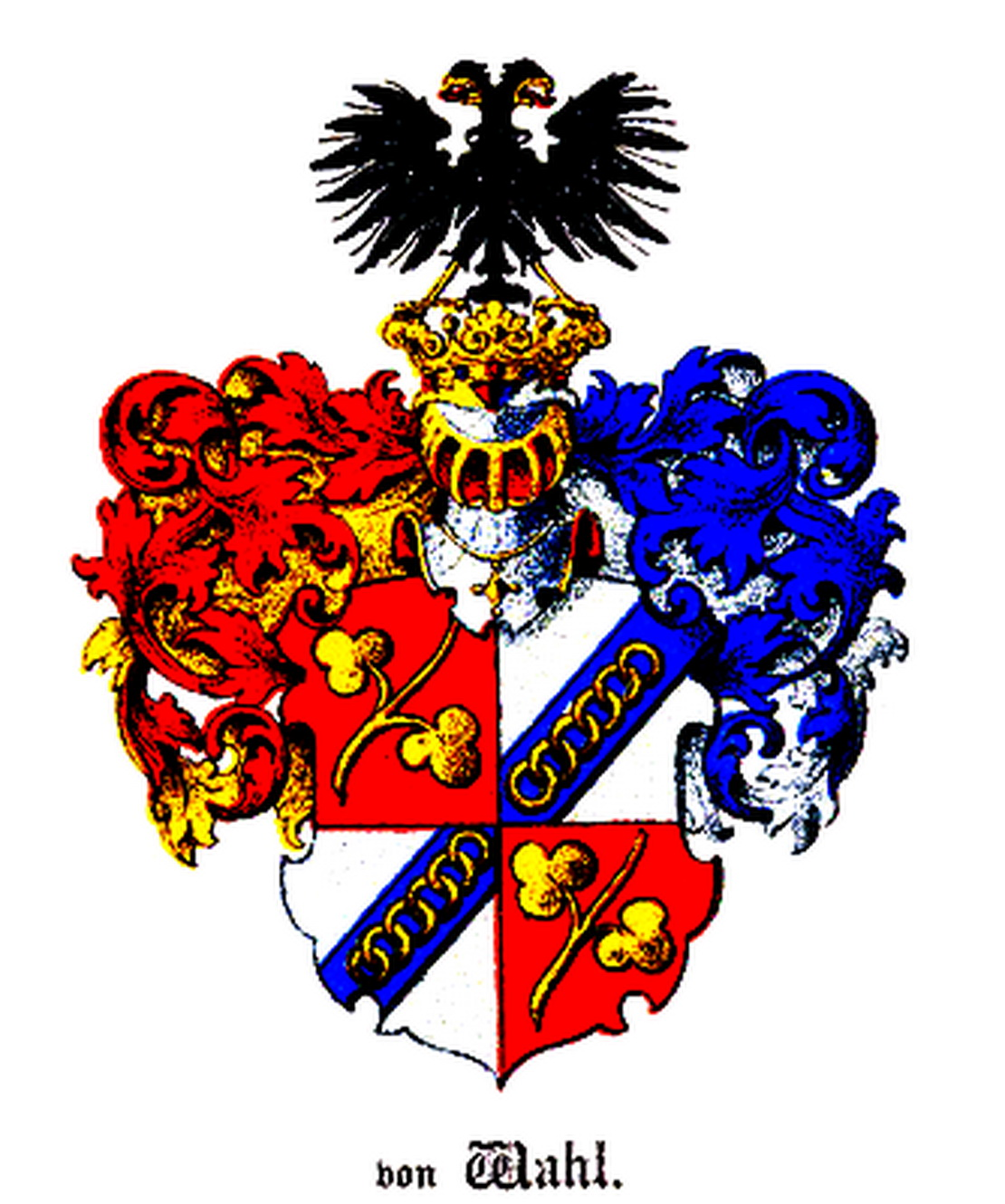
Escut d'armes de la família Wahl

Edgar von Wahl era membre de la línia Päinurme no reglamentada dels Wahls (Haus Assick). El besavi d'Edgar von Wahl va ser Carl Gustav von Wahl, qui va adquirir les mansions Pajusi, Tapik i Kavastu i també va ser el propietari de Kaave Manor per un curt temps. Carl Gustav von Wahl va tenir un total de 14 fills de dos matrimonis, dels quals van descendir diverses línies de Wahl. Un d'ells, l'avi d'Edgar von Wahl, Alexei von Wahl, un funcionari que va comprar Päinurme en 1837, va establir les bases de la línia Päinurme. A més, va ser inquilí en Taevere Manor, on va néixer el pare d'Edgar von Wahl, Oskar von Wahl (1841-1906).
Les arrels d'Edgar von Wahl es van estendre en part a Anglaterra. Una de les seves besàvies, Henriette Edwards, la primera esposa de Carl Gustav von Wahl, era filla del comerciant anglès George Edwards. Una altra besàvia, Kornelia Elisabeth Knirsch, esposa de Alexei von Wahl, va ser mare de Marie Turner d'Anglaterra.
El pare d'Edgar von Wahl, Oskar von Wahl, un enginyer ferroviari de professió, es va casar amb Lydia Amalie Marie von Husen (1845-1907) a Tallinn en 1866.

## Biografia

### Infància i joventut
Edgar von Wahl va néixer en Podolia, Ucraïna, el 23 d'agost de 1867. Els seus pares s'havien mudat allí perquè Oskar von Wahl va començar a treballar en el ferrocarril Odessa-Balta-Krementšuk-Khàrkiv en 1866. Hi ha dades contradictòries sobre el lloc exacte de naixement de Wahl. Com a regla general, la ciutat del seu naixement és la ciutat de Olviopol, però hi ha fonts que inclouen la ciutat de Bogopil (també Bogopol) prop de Olviopol, a l'altre costat del riu Bug del Sud, com el seu lloc de naixement. Totes dues ciutats han estat identificades en algunes fonts.
A tot tardar en 1869, la família Wahl es va mudar a Krementxuk. Els dos germans de Wahl van néixer allí: Oskar Paul Karl, que va morir quan era un bebè en 1869, i Arthur Johann Oskar (mort en 1951) en 1870. Les dues germanes de Wahl, Lydia Jenny Cornelia (1871-1917) i Harriet Marie Jenny (1873-1920) van néixer a Tallinn i Jenny Theophile (morta en 1961) a Sant Petersburg en 1877.
La família es va mudar a Sant Petersburg en 1876 després del període intermedi a Tallinn. En el mateix any, Edgar von Wahl va començar a estudiar en el 3.er Gimnàs de Sant Petersburg, graduant-se en 1886. Després va estudiar arquitectura i més tard pintura en la Facultat de Física i Matemàtiques de la Universitat de Sant Petersburg i en l'Acadèmia d'Arts de Sant Petersburg. Després d'ingressar a la universitat en 1886, Wahl es va unir a la corporació alemanya bàltica Nevania, que operava a Sant Petersburg, on també va ocupar el càrrec de tresorer en el semestre de tardor de 1891. Wahl es va graduar de la Universitat de Sant Petersburg en 1891 i va rebre un diploma com a professor de dibuix a l'Escola Primària de l'Acadèmia d'Arts en 1893. Després de graduar-se de la universitat, Wahl va treballar breument com a mestre substitut a Sant Petersburg en la tardor de 1891, només per a ingressar al servei militar.
Wahl va aprendre diversos idiomes quan era nen i adolescent. De nen, havia adquirit coneixements d'alemany, rus, estonià i francès, a l'escola secundària superior va estudiar llatí i grec antic, i espanyol en la universitat. A més d'aquests, va ser capaç si es fes entendre en altres nou idiomes. Segons les pròpies paraules de Wahl, ja havia tingut el desig d'inventar un nou idioma quan era nen. Per als jocs indis, va desenvolupar un "idioma indi" personal, la gramàtica del qual es basava en el grec i l'estonià.

### Servei militar

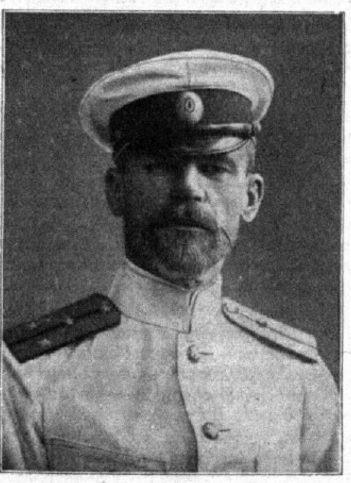
Edgar de Wahl amb un uniforme de la marina russa el 1914.

En 1892, de Wahl es va oferir com a voluntari per a servir en l'Armada russa. Durant el seu servei, de Wahl va viatjar extensament, visitant les illes del Carib i els Estats Units, entre d'altres. A principis de 1894, va rebre el rang de mitchman i es va retirar poc després. En l'estiu de 1904, Wahl va ser cridat al servei actiu novament. Va servir en la Flota del Bàltic fins a octubre de 1905. Al mateix temps, no va participar en les batalles de la Guerra Rus-Japonesa.
Segons les memòries de Olev Mikiver, el difunt artista estonià que va conèixer a de Wahl de prop en la seva joventut, havia estat molt orgullós del seu uniforme d'oficial de l'era tsarista i a vegades ho portava dècades més tard:
| «                                            | E. de Wahl, per cert, havia estat oficial de l'Armada del tsar a una edat primerenca i, segons les seves paraules, va reprimir la rebel·lió d'un mariner en Sveaborg, el port militar o fortalesa marítima de Hèlsinki, ara dita Suomenlinna, en 1905 o 1906. Ha d'haver considerat aquest temps sagrat, perquè dècades més tard, per exemple, en les noces de la meva germana, va aparèixer amb un uniforme tsarista. | » |
| — Memòries de Olev Mikiver, publicat en 1993 | |   |

No obstant això, era poc probable que de Wahl participés en la repressió de l'aixecament de Viapor, ja que ja havia estat alliberat del servei per a llavors. Segons alguns informes, de Wahl va ser reintroduït en el servei actiu durant la Primera Guerra Mundial.
Durant el seu servei en l'Armada russa, Wahl va ser guardonat amb el 2n i 3r rang de l'Orde de San Estanislav i el 3r rang de l'Orde de Santa Ana.
Des de 1921 de Wahl també va ser registrat com a oficial de reserva de la República d'Estònia.

### Principis del període de Tallinn
A la fi de 1894, de Wahl es va mudar a Tallinn, on va passar la major part de la seva vida futura. En la tardor del mateix any, havia rebut el lloc de professor de matemàtiques i física a l'Escola Secundària de Ciències de Sant Pere a Tallinn. Va continuar ensenyant dibuix en la Escola Femenina Baronessa von der Howen, a l'Escola Hanseàtica, a l'Escola Catedralícia i en altres llocs. El seu ensenyament va ser interromput només durant el seu temps en el servei militar. L'estil d'ensenyament de Wahl ha estat descrit en les seves memòries per Aleksander Veiderma, un educador posterior que va estudiar a l'Escola Real de Sant Pere de 1906 a 1909:
| «                            | Les matemàtiques i la física també van ser ensenyades per Edgar von Wahl, un ex oficial naval que sempre tenia alguns comentaris sobre un esdeveniment o persona. Estava bellament brut en la realització d'experiments de física: sovint els utensilis i els vidres es trencaven. La seva actitud cap als estudiants era simple, la qual cosa també es confirma amb el sobrenom de Sass. | » |
| — Memòries d'Alexander Oddma | |   |

A principis de segle, va començar l'activitat publicista més activa de Wahl. Va publicar articles relacionats amb la lingüística en publicacions especialitzades, així com escrits en diversos periòdics i revistes de Tallinn.

### Regidor de la ciutat abans i durant la Primera Guerra Mundial
A més d'ocupar la professió docent, de Wahl també va entrar en política abans de l'esclat de la Primera Guerra Mundial. En 1913 va ser triat membre del consell de la ciutat de Tallinn. En el mateix any, es va convertir en membre del comitè del consell per a la protecció de monuments d'edificis antics. Malgrat la seva posició docent, Wahl no es va ocupar dels problemes d'educació en el Consell Municipal. Era un assistent actiu en les reunions del consell, però parlava poc.
Després del començament de la Primera Guerra Mundial, els alemanys que vivien en l'Imperi Rus van ser sotmesos a repressions, que tampoc van deixar a de Wahl completament intacte. Per exemple, es va tancar el Club Noble de Tallinn, del qual Wahl havia estat membre. En la tardor de 1914, es va trobar en el centre d'una campanya de propaganda per a canviar els topònims alemanys. Com a regidor de la ciutat, va participar en discussions sobre el canvi del nom de la ciutat de Tallinn, que va seguir la proposta de l'alcalde Jaan Poska de reemplaçar el Revel de parla alemanya amb Kolyvan de l'idioma rus antic (en fer-lo, es va usar el nom incorrecte Kalyvan en la discussió de l'assumpte). de Wahl va descobrir que els noms més antics de la ciutat eren Ledenets o Lindanisa. També estava interessat en quant costaria canviar el nom, que es deia que havia estat rebut amb "riures generals" en el consell. Els vots necessaris per a canviar el nom finalment es van recollir en el consell, però el canvi en si no es va realitzar.
De Wahl també va ser triat per al consell de la ciutat en 1917 en les eleccions celebrades just abans de la Revolució de Febrer. En el nou consell, es va convertir en membre del departament de bombers, l'educació pública i els comitès d'assumptes de cases d'obstinació de la ciutat, i també va continuar com a membre de la Comissió de Construcció de Monuments. No obstant això, a l'agost de 1917, es va triar un nou consell, i van cessar les activitats polítiques de De Wahl.

### Vida en una Estònia independent
Al febrer de 1918, en el moment de la declaració d'independència, de Wahl havia expressat el seu desig de convertir-se en membre de l'esquadró d'aplicació de la llei. El permís d'armes li va ser escrit pel seu estudiant, qui des de llavors ha recordat aquest fet:
| «                                                        | Entre els quals volien fer armes, sol record a un: el meu professor de física, de Wahl. Crec recordar-ho per l'estat d'ànim que podria haver sorgit en l'ànima d'un jove estudiant quan el seu mestre li demana una arma. | » |
| — N. Rg. ex estudiant d'escola real amb inicials en 1934 | |   |

En 1919, Peetri Reaalkool es va dividir en dues: l'Escola Secundària de Ciències de Tallinn en idioma estonià i l'Escola Secundària de Ciències Alemanya de Tallinn en idioma alemany. De Wahl va continuar com a professor en aquesta última, on va impartir classes de matemàtiques, física, geografia, cosmografia i dibuix. Els estudiants sovint anaven a treballs de seguiment a la seva casa al carrer Eha, que va ser dissenyada en estil mariner i, per tant, va ser sobrenomenada la "cabanya" entre els estudiants. Entre els estudiants, de Wahl era un mestre popular que estava particularment dedicat a ensenyar geografia, probablement perquè havia viatjat molt. Els estudiants també van quedar impressionats pel fet que de Wahl era membre del Club anglès, que operava a l'escola.
Era molt directe, per la qual cosa podia entrar en conflicte amb altres mestres. Per exemple, no li agradava l'art modern, fet que va expressar obertament durant una visita a una exposició d'art per invitació del professor d'art de l'escola. Va comparar l'art modern amb el comunisme:
| «                                                                                       | Modern! Així que ensenyeu als nois el comunisme! Hi ha una cosa moderna en això també! | » |
| — Paraules suposadament pronunciades en un moment i lloc desconeguts per Edgar von Wahl |                                                                                        |   |

De Wahl es va jubilar a mitjan dècada de 1920, però va continuar ensenyant a temps parcial fins a 1933. Després de la seva jubilació, es va dedicar als seus passatemps, especialment als idiomes artificials que s'havien convertit en una qüestió personal des dels dies de Sant Petersburg. També va ser editor de la revista Estländische Wochenschau de 1929 a 1930. Gairebé al mateix temps, el seu interès en l'endeví francès del segle XVI Nostradamus i les seves prediccions es van intensificar, del que va parlar en una entrevista amb The News en l'estiu de 1932.

### Durant la Segona Guerra Mundial
En 1939, a diferència dels seus sers estimats, De Wahl no es va anar en el curs del reassentament i va decidir quedar-se a Estònia. de Wahl, que representava la idea paneuropea idealista, no era del grat del govern nacionalsocialista d'Alemanya. Fins i tot va cridar a l'estat alemany un "estat tèrmit". La raó per a quedar-se a Estònia també pot haver estat que quan es va anar, hauria d'haver deixat enrere els seus extensos arxius, i el perill d'acabar en una casa de retir a Alemanya pot haver tingut un paper, com li havia succeït a alguns dels seus coneguts.
De Wahl també es va mantenir allunyat de la reubicació posterior que va tenir lloc en la primavera de 1941. En qualsevol cas, estava al corrent de la reubicació posterior, perquè quan se li va preguntar sobre els seus plans, va respondre, sense deixar dubtes que la seva decisió era quedar-se a Estònia:
| «                                    | Aquest Hitler, aquest boig, prohibeix la meva llengua en tots els països que conquesta. Aquest tipus està boig! | » |
| — Edgar von Wahl en l'hivern de 1941 | |   |

En el primer any de repressions soviètiques, De Wahl va aconseguir escapar. Després del començament de l'ocupació alemanya, va ser sospitós d'activitats antiestatals. de Wahl va ser arrestat el 12 d'agost de 1943, a causa de cartes enviades a Posen, el seu cunyat, però embullat en la censura a Königsberg al juliol d'aquest any, en les quals va predir l'esclat d'un aixecament a Polònia i va aconsellar als sers estimats que vivien allí que se n'anessin a Alemanya:
| «                                                                                    | Cal assenyalar que després de la dissolució del bolxevisme, al voltant de 1944, quan les forces germànic-aliades s'acosten des del nord a la perillosa Àsia Menor per a erradicar l'aixecament àrab, però no abans, és molt probable que en retirar les tropes de les terres conquistades per Alemanya, els polonesos intentin iniciar un aixecament (ja tenen campaments secrets d'armes), i després la llarga disputa d'odi pot convertir-se en una massacre particularment despietada que viu en antics llogarets i mansions poloneses. Els bàltics estan en perill. Per tant, vull advertir-li a vostè i a tots els altres que es troben en la mateixa situació i demanar-los que abandonin Wartegau si és possible, o almenys qualsevol mitjà de fuita quan esclati l'aixecament àrab. Desplega el Reich a temps. Demano que aquesta carta, que li he escrit ara, al juliol de 1943, es conservi com a document i, si és possible, es lliuri a uns altres perquè l'examinin. | » |
| — Carta d'Edgar von Wahl a Lieselotte Riesenkampff a Tallinn el 18 de juliol de 1943 | |   |

En la mateixa carta, Wahl va assenyalar que havia predit prèviament l'atac a Pearl Harbor i l'esclat de la guerra entre els Estats Units i el Japó. de Wahl no va negar el que va escriure durant l'audiència i va repetir diverses de les acusacions fetes allí, "creient fermament" en la veracitat de les seves prediccions. de Wahl va estar reclòs durant algun temps en el camp de treball i educació de Tallinn, però el testimoniatge donat durant el seu interrogatori va ser considerat estrany pel SD i, per tant, va fer que de Wahl fos examinat en la clínica nerviosa de Seewald. Allí li van diagnosticar feblesa en la vellesa i ho van deixar en un hospital psiquiàtric, la qual cosa també el va salvar de la possible pena de mort. Wahl també va ser defensat per diversos parents pròxims i amics que van afirmar que no era responsable dels seus actes.
Durant el bombardeig de març de 1944, l'arxiu de De Wahl va ser destruït, la qual cosa va ser un gran xoc per a ell. Tres anys més tard, en una carta a l'occidentalista finlandès A. Z. Ramstedt, va recordar que el que havia succeït era un veritable desastre, durant el qual es van perdre molts materials irreemplaçables i únics.

### Últims dies i mort

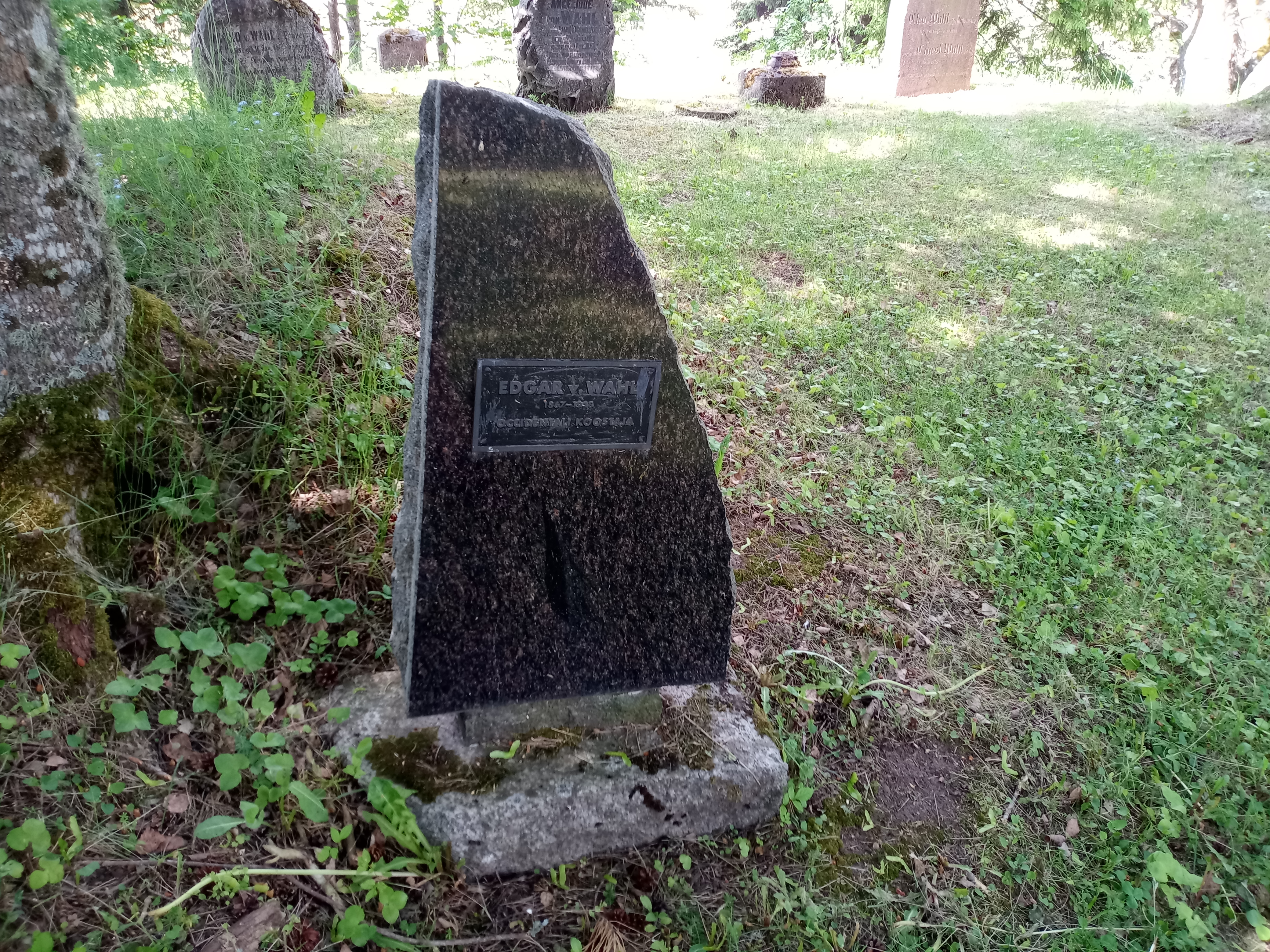
Làpida d'Edgar de Wahl a Pajus.

La llista d'accions de deportació alemanyes compilada al febrer de 1945 incloïa el nom de De Wahl, igual que altres alemanys que encara vivien a Estònia. Durant la seva deportació a l'agost, no obstant això, De Wahl estava entre una dotzena de persones que no van ser deportades o el parador de les quals no va poder ser determinat. Encara que les raons de la fugida de De Wahl no es coneixen amb exactitud, se sap que en alguns casos el cap del grup de treball que va dur a terme la deportació va prendre la decisió de no prendre als malalts greus o discapacitats, la decisió pot haver estat influenciada per l'opinió del personal de l'hospital. Per tant, va ser la seva presència en un hospital psiquiàtric el que probablement va salvar a De Wahl per segona vegada.
Després d'escapar de la deportació, De Wahl encara va aconseguir mantenir correspondència amb col·legues estrangers. És possible que els metges de Seewald reconeguessin la seva dedicació a la filologia quan va fer possible la comunicació amb el món exterior.
Wahl va morir a les tres de la tarda el 9 de març de 1948. Va ser enterrat el 14 de març en el cementiri Alexander Nevsky a Tallinn. En 1996, les restes de De Wahl van ser enterrats de nou en el cementiri senyorial de Pajus, on també es troba la capella de la família de Wahl.

## Occidental

### Antecedents
Els esforços de Wahl per a crear un idioma nou i ideal per a la comunicació internacional van començar amb un interès generalitzat en els idiomes artificials en l'Imperi rus a la fi del segle xix i principis del segle xx. A Sant Petersburg, de Wahl es va interessar primer en el volapük recentment creat, i després per l'esperanto. En algun moment entre 1887 i 1888, de Wahl, a través del seu pare, va conèixer al seu col·lega Waldemar Rosenberger, que estava compromès amb el volapük en aquest moment, per la qual cosa Wahl inicialment es va adherir a aquest mateix idioma. Es va convertir en un actiu defensor del volapük, però molt aviat, en la primera meitat de 1888, va conèixer l'esperanto i va canviar a ell. Paul Ariste ha escrit que de Wahl es va convertir ràpidament en un defensor de Ludwik Lejzer Zamenhof i el seu treball després de familiaritzar-se amb el primer llibre de text d'esperanto publicat en 1887. Va ser un dels fundadors d'Espero, la primera societat d'esperanto de Rússia, fundada a Sant Petersburg en 1891, i també es va convertir en corresponsal de la revista La Esperantisto. Va traduir ficció russa a l'esperanto i va compilar un diccionari esperanto-espanyol. Es diu que fins i tot va viatjar a Varsòvia per a visitar a Zamenhof.
No obstant això, De Wahl no es va adherir de manera definitiva a l'esperanto, sinó que va començar la cerca d'un nou idioma artificial, Paul Ariste les raons per les quals ho va fer:
| «                      | Tenia un caràcter inquiet, sempre una cosa nova. A causa d'aquest tret, quan era més jove, s'havia inclinat cada vegada més a advocar per nous dissenys per a idiomes artificials [...]. | » |
| — Paul Ariste en 1967. | |   |

Segons Jaan Ojalo, Wahl es va allunyar de l'esperanto després que la majoria dels esperantistes rebutgessin les propostes per a reformar l'idioma en 1894. Diverses propostes de reforma van venir del propi Wahl. En opinió d'Ojalo, Wahl considerava que l'esperanto també era "a priori". Va descobrir que l'idioma internacional ideal ha de ser més natural i comprensible fins i tot sense aprendre. En opinió d'Ojalo, Wahl també considerava que l'esperanto era massa democràtic, la qual cosa amenaça la cultura occidental.

### Creació i introducció

El símbol de l'occidental, que representa una titlla dins d'un cercle, es va introduir abans de 1934 i va ser seleccionat entre diverses variants a causa de la seva simplicitat i simbolisme que es refereix a la comunicació.

De Wahl va fer els primers passos per a crear un nou idioma en els últims anys del segle xix. En 1896 i 1897 va publicar dos articles en la revista Linguist publicada a Hannover, en els quals va presentar les seves idees. Gairebé al mateix temps, Rosenberger, que havia conegut a de Wahl en l'última dècada del segle i era en aquest moment president de l'Acadèmia de Volapük de Sant Petersburg, va presentar als membres de l'acadèmia un nou idioma de la seva pròpia creació: l'idioma neutral. A partir de 1906, Rosenberger també va publicar la revista Progres en un nou idioma a Sant Petersburg. En la mateixa publicació, de Wahl va fer les seves pròpies propostes en 1906 per a reformar l'idioma, que Rosenberg va adoptar un any després. Malgrat la reforma, el idiom neutral no va guanyar popularitat i es va esvair. Al mateix temps, de Wahl va desenvolupar el AULI (Auxiliari Lingue International), que es basava en les llengües romanços, que es va convertir en l'etapa intermèdia de l'occidental, i ho va introduir en 1909 en la revista Acadèmia pro Interlingua – Discussiones. En 1911, de Wahl va formular la regla de formació de paraules que va formar la base de l'occidental.
En 1916, els entusiastes de l'idioma artificial rus van fundar l'Associació Cosmoglot a Sant Petersburg. de Wahl no va ser un dels fundadors de l'associació, però més tard es va unir a ella, igual que el lingüista estonià Jakob Linzbach. de Wahl es va convertir en portaveu de la "escola naturalista" en la societat; aplanant així el camí per a la creació de l'occidental. Amb els esdeveniments revolucionaris de 1917 i la sortida dels seus membres de Sant Petersburg, les activitats de l'associació es van esvair i van acabar per complet en 1921, però es van recuperar a Tallinn en el mateix any. Les activitats de l'associació van ser reviscudes per de Wahl juntament amb Linzbach, i el nom de l'associació es va canviar a Cosmoglott. També es van mantenir llaços amb els antics membres de l'associació, que ara operaven en diversos països europeus. de Wahl també va ser l'editor de la revista Cosmoglott publicada per l'associació de 1922 a 1926. En el primer número de la mateixa revista, de Wahl va introduir l'idioma artificial que va crear, l'occidental. De 1923 a 1928, també va introduir l'idioma en la publicació seriada Occidental, unic natural, vermen neutral e max facil e comprensibil lingue por International relationes. de Wahl va publicar un llibre en 1925 titulat Radicarium directiv del lingue International (Occidental). En 8 lingues.

### Propagació
En el primer número de la revista, també es va publicar un dels primers intents de la societat de guanyar atenció internacional per les seves activitats. A saber, es va imprimir una carta enviada a la Societat de Nacions el 5 de setembre de 1921, recomanant la introducció d'un llenguatge perfecte, no necessàriament el més comú de comunicació entre els pobles, que s'adquiriria fàcilment. A fi de trobar un idioma adequat, es va recomanar que se celebrés un concurs i que els candidats haguessin estat avaluats per un comitè d'experts convocat per la Societat de Nacions. La Societat de Nacions va rebutjar la proposta.
Malgrat el fracàs en la Societat de Nacions, l'occidental va atreure a molts entusiastes de l'anat, però els esperantistes es van mantenir fidels al seu idioma. Segons Paul Ariste, va haver-hi contradiccions entre els idistes, i després de l'apel·lació personal de Wahl per a començar a promoure l'occidental. En paral·lel amb l'augment de la popularitat de la llengua, l'activitat de Cosmoglotta va disminuir, i l'esdeveniment de commemoració de desembre de 1928 per a Rosenberger, qui va morir 10 anys abans, ha estat considerat l'últim esdeveniment conegut de la societat.

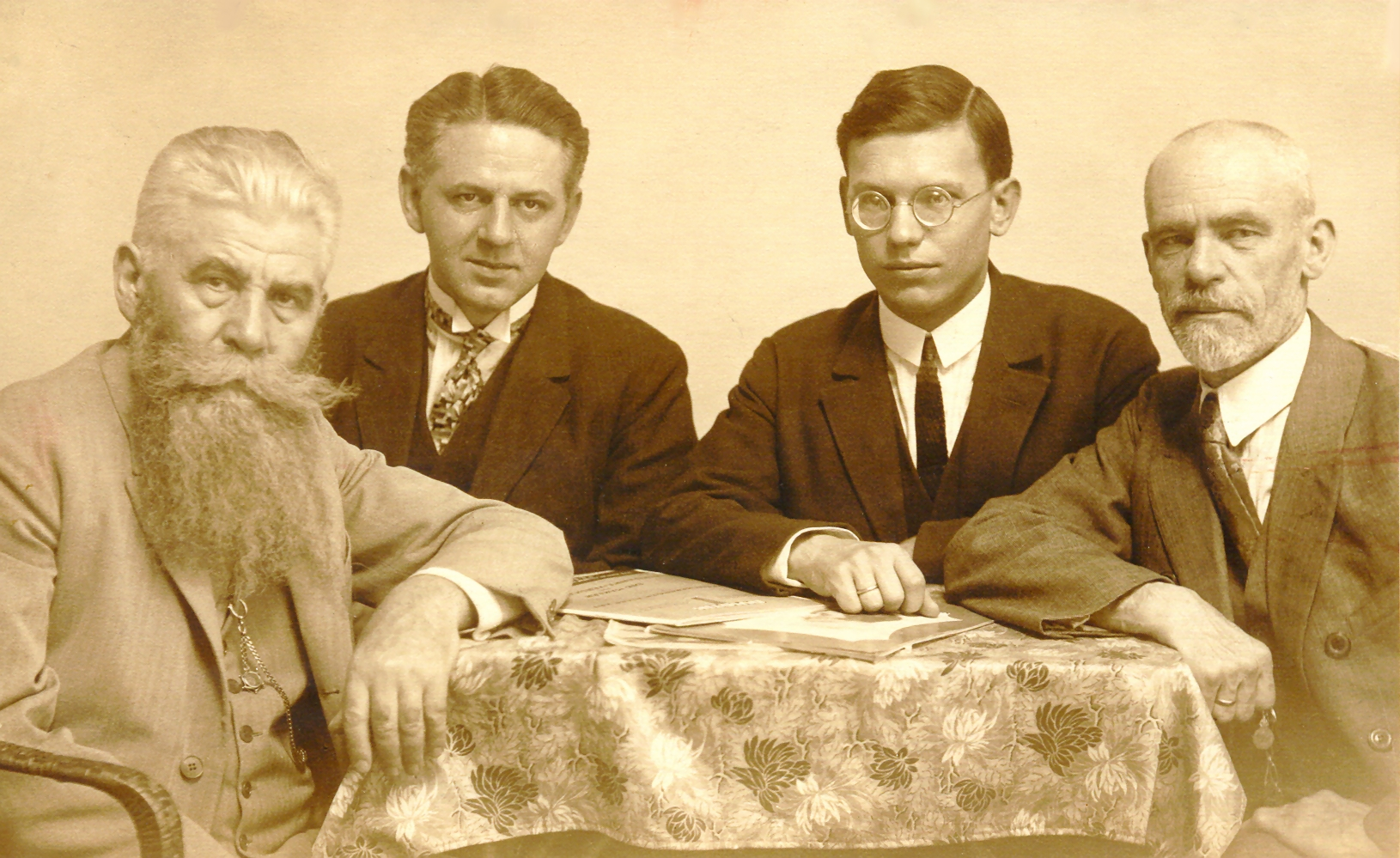
Edgar von Wahl amb occidentalistes a Viena el 1927: d'esquerra a dreta Hanns i Johann Robert Hörbiger, Engelbert Pigal i Edgar von Wahl.

No obstant això, durant la dècada de 1920, van sorgir noves societats occidentals. En 1927, es va fundar l'Associació Internacional Cosmoglotta, que un any més tard va passar a dir-se Occidental-Unió. A partir de 1927, la revista Cosmoglott va començar a publicar-se a Viena en lloc de Tallinn sota el nom de Cosmoglotta. En l'últim número publicat a Tallinn, de Wahl va publicar, entre altres coses, el poema de Lydia Koidula sota el títol "Max car donation". Per a de Wahl personalment, la popularitat del nou idioma va portar renom internacional. Va fer presentacions en diversos països europeus i es va comunicar estretament amb lingüistes. En 1939, va anar probablement l'únic estonià a ser convidat a la V Conferència lingüística a Brussel·les. D'altra banda, de Wahl va continuar sent un aficionat. Les seves activitats lingüístiques mai van aconseguir problemes lingüístics teòrics més amplis, sinó que es van limitar a construir el seu propi idioma artificial i abordar qüestions relacionades.
L'occidental mai va aconseguir una popularitat comparable a la de l'esperanto, encara que de Wahl havia volgut crear un idioma ideal per a la comunicació internacional. A diferència de l'esperanto, que es va convertir en un idioma popular entre els moviments obrers, els parlants d'occidental en el període d'entreguerres eren predominantment intel·lectuals d'Europa occidental.
En 1949, després de la mort de Wahl, l'occidental va passar a dir-se interlingue per a eliminar la referència a Occident i fer que l'idioma fos més internacional. Segons Pekka Erelt, el nom relacionat amb "Occident" de la llengua va alentir la seva expansió en el bloc de l'Est. Després del canvi de nom de l'idioma, l'Occidental-Union es va convertir en la Interlingue-Union com ho és avui. L'associació té la seva pròpia acadèmia i la revista Cosmoglotta continua sent publicada per l'associació.

## Vida personal

### Família
Wahl es va casar amb Maria von Hübbenet (1871-1933), la filla del metge personal de la Gran Duquessa Maria Pavlovna, a Sant Petersburg el 1894. Van tenir cinc fills: Johann o Hans (1895-1968), Guido (1896-?), Ellen (nascuda i morta el 1900), Anatol (1903-1972) i Lydia Maria (1907-1989). El matrimoni es va dissoldre el 1913, després de la qual cosa Johann, Guido i Lydia es van quedar amb el pare de Maria. Anatol es va quedar amb la seva mare, que es va mudar a Finlàndia, i algun temps després Lydia María també hi va anar. Els fills majors de Wahl s'havien mudat a Alemanya al començament de la Primera Guerra Mundial i estaven servint en l'exèrcit alemany en la guerra. Guido va passar un curt temps de vacances a Tallinn durant l'ocupació alemanya, però a finals d'aquest any va desaparèixer a la guerra. Segons altres dades, el 1919 va morir en una batalla amb els bolxevics prop de Tukums, Letònia. Els dos fills del fill gran de Wahl, Johann, Volker (nascut el 1935) i Asko (nascut el 1937), viuen a Alemanya i participen en les activitats de l'Associació de Cavalleria del Bàltic allà.
El 1914, Wahl es va casar amb Agnes Riesenkampff. Igual que el seu marit, Agnes era mestra, i donava gimnàstica a diverses escoles de Tallinn. En 1917, tuvieron una hija, Veronika. El segon matrimoni de Wahl va durar fins a 1941, quan Agnes va ser arrestada i afusellada pel NKVD.

### Passatemps
A més de la lingüística, Edgar de Wahl practicava la navegació a alta mar. El 1895 es va convertir en membre del Club Nàutic Marítim Imperial d'Estònia, i en els anys següents va prendre part activa en les seves activitats, sent membre del seu comitè tècnic i sent el secretari del club. També va produir un anuari dedicat al 25è aniversari del club el 1913. El 1922, de Wahl es va convertir en membre honorari del club. Va ser propietari de diversos vaixells al llarg dels anys, un dels quals, un ketch anomenat Auli, es diu que va ser dissenyat per ell mateix.

## Publicacions (selecció)
- de Wahl, Edgar. Kaiserlicher Estländischer See-Yacht-Club : historische Übersicht 1888-1913 (en alemany).  Reval : Buchdruckerei Aug. Mickwitz, 1913. ISBN 978-9916-15-180-8.
- de Wahl, Edgar. Radicarium directiv del lingue international (occidental) : in 8 lingues (en interlingue), 1925. ISBN 978-9916-15-205-8.
- de Wahl, Edgar. Occidental: Gemeinverständliche europäische Kultursprache für internationalen Verkehr: Begründung, Grammatik, Wortbildung, vergleichende Textproben (en alemany).  Reval ; Mauer bei Wien: Kosmoglott, 1928.
- de Wahl, Edgar; Jespersen, Otto. Discussiones inter E. de Wahl e O. Jespersen (en interlingue).  Occidental-Buro, 1935.
- de Wahl, Edgar. Spiritu de interlingue (en interlingue), 1953.